# Lia Velasco
Lia Velasco is het pseudoniem van de Nederlandse zangeres Lia de Vries (Amsterdam, 6 maart 1950). 
Van 1971-1976 was ze de leadzangeres van de band "Sharks & Me" in eerste instantie optredend onder de naam The Froggs en daarna  Mayflower. In 1976 ging ze solo verder, de meeste van haar nummers zijn geschreven door de leden van de groep Catapult. Dat jaar bracht ze het nummer "Your smile" uit maar het meest bekend werd ze dat jaar met het nummer "5:05 P.M (Another Fridaynight)" dat in 1976 negen weken in de Top 40 stond met als hoogste positie de zevende plaats.Beide nummers stonden ook op het verzamelalbum "Cat Nuggets" met nummers die geschreven waren door Catapult.